# Super League 2025 (Malawi)
La Super League del Malawi 2025, anche nota come TNM Super League 2025 per motivi di sponsor, è la trentanovesima edizione del massimo campionato di calcio del Malawi. La stagione è iniziata il 5 aprile 2025 e terminerà il 20 dicembre successivo.
La squadra campione in carica è il Silver Strikers, che ha vinto il suo nono titolo nazionale nell'edizione 2024.

## Stagione

### Novità
Al termine della stagione precedente sono state retrocesse FOMO, Bangwe All Stars e Baka City, ultime tre classificate del campionato. Al loro posto dalla Football League sono state promosse Ekhaya FC, Songwe Border United e Blue Eagles, vincitrici dei rispettivi gironi.

### Formula
Le 16 squadre partecipanti giocano un girone all'italiana con partite di andata e ritorno, per un totale di 30 giornate. Alla fine del campionato, la squadra prima in classifica è campione del Malawi e si qualifica per la CAF Champions League 2026-2027, mentre le ultime tre classificate vengono retrocesse in Football League.

## Squadre partecipanti
| Club                 | Città      | Stagione Precedente |
| -------------------- | ---------- | ------------------- |
| Big Bullets          | Blantyre   | 3° in Super League  |
| Blue Eagles          | Lilongwe   | Football League     |
| Chitipa United       | Mzuzu      | 13° in Super League |
| CIVO Utd             | Lilongwe   | 5° in Super League  |
| Creck                | Lilongwe   | 6° in Super League  |
| Dezda Dynamos        | Blantyre   | 11° in Super League |
| Ekhaya FC            | Blantyre   | Football League     |
| Kamuzu Barracks      | Blantyre   | 10° in Super League |
| Karonga Utd          | Karonga    | 7° in Super League  |
| MAFCO                | Nkhotakota | 9° in Super League  |
| Mighty Tigers        | Blantyre   | 12° in Super League |
| Mighty Wanderers     | Blantyre   | 2° in Super League  |
| Moyale Barracks      | Mzuzu      | 8° in Super League  |
| Mzuzu City           | Mzuzu      | 4° in Super League  |
| Silver Strikers      | Lilongwe   | Campione di Malawi  |
| Songwe Border United | Karonga    | Football League     |

## Classifica
|                   | Pos. | Squadra              | Pt | G | V | N | P | GF | GS | DR |
| ----------------- | ---- | -------------------- | -- | - | - | - | - | -- | -- | -- |
| Malawi (bandiera) | 1.   | Big Bullets          | 0  | 0 | 0 | 0 | 0 | 0  | 0  | 0  |
|                   | 2.   | Blue Eagles          | 0  | 0 | 0 | 0 | 0 | 0  | 0  | 0  |
|                   | 3.   | Chitipa United       | 0  | 0 | 0 | 0 | 0 | 0  | 0  | 0  |
|                   | 4.   | CIVO Utd             | 0  | 0 | 0 | 0 | 0 | 0  | 0  | 0  |
|                   | 5.   | Creck                | 0  | 0 | 0 | 0 | 0 | 0  | 0  | 0  |
|                   | 6.   | Dezda Dynamos        | 0  | 0 | 0 | 0 | 0 | 0  | 0  | 0  |
|                   | 7.   | Ekhaya FC            | 0  | 0 | 0 | 0 | 0 | 0  | 0  | 0  |
|                   | 8.   | Kamuzu Barracks      | 0  | 0 | 0 | 0 | 0 | 0  | 0  | 0  |
|                   | 9.   | Karonga Utd          | 0  | 0 | 0 | 0 | 0 | 0  | 0  | 0  |
|                   | 10.  | MAFCO                | 0  | 0 | 0 | 0 | 0 | 0  | 0  | 0  |
|                   | 11.  | Mighty Tigers        | 0  | 0 | 0 | 0 | 0 | 0  | 0  | 0  |
|                   | 12.  | Mighty Wanderers     | 0  | 0 | 0 | 0 | 0 | 0  | 0  | 0  |
|                   | 13.  | Moyale Barracks      | 0  | 0 | 0 | 0 | 0 | 0  | 0  | 0  |
|                   | 14.  | Mzuzu City           | 0  | 0 | 0 | 0 | 0 | 0  | 0  | 0  |
|                   | 15.  | Silver Strikers      | 0  | 0 | 0 | 0 | 0 | 0  | 0  | 0  |
|                   | 16.  | Songwe Border United | 0  | 0 | 0 | 0 | 0 | 0  | 0  | 0  |

Legenda:
      Campione del Malawi e ammessa alla CAF Champions League 2026-2027.
 Retrocessione diretta.